# Zlatý míč 1969
Zlatý míč, cenu pro nejlepšího fotbalistu Evropy dle mezinárodního panelu sportovních novinářů, v roce 1969 získal italský fotbalista Gianni Rivera. Šlo o čtrnáctý ročník ankety, organizoval ho časopis France Football a výsledky určili sportovní publicisté z 26 zemí Evropy.

## Pořadí
| Pořadí | Hráč                 | Reprezentace    | Kluby                      | Body |
| ------ | -------------------- | --------------- | -------------------------- | ---- |
| 1      | Gianni Rivera        | Itálie          | AC Milan                   | 83   |
| 2      | Luigi Riva           | Itálie          | Cagliari Calcio            | 79   |
| 3      | Gerd Müller          | Západní Německo | Bayern Mnichov             | 38   |
| 4      | Johan Cruijff        | Nizozemsko      | Ajax Amsterdam             | 30   |
|        | Ove Kindvall         | Švédsko         | Feyenoord Rotterdam        | 30   |
| 6      | George Best          | Severní Irsko   | Manchester United          | 21   |
| 7      | Franz Beckenbauer    | Západní Německo | Bayern Mnichov             | 18   |
| 8      | Pierino Prati        | Itálie          | AC Milan                   | 17   |
| 9      | Petar Žekov          | Bulharsko       | CSKA Sofia                 | 14   |
| 10     | Jack Charlton        | Anglie          | Leeds United               | 10   |
| 11     | Albert Šestěrňov     | SSSR            | CSKA Moskva                | 8    |
| 12     | Dragan Džajić        | Jugoslávie      | CZ Bělehrad                | 6    |
| 13     | Francis Lee          | Anglie          | Manchester City            | 4    |
|        | Martin Peters        | Anglie          | West Ham United            | 4    |
| 15     | Bobby Charlton       | Anglie          | Manchester United          | 3    |
|        | Angelo Sormani       | Itálie          | AC Milan                   | 3    |
|        | Jozef Adamec         | Československo  | Spartak Trnava             | 3    |
| 18     | Andrej Kvašňák       | Československo  | Sparta Praha / KV Mechelen | 2    |
|        | Louis Pilot          | Lucembursko     | Standard Lutych            | 2    |
|        | George Sideris       | Řecko           | Olympiakos Pireus          | 2    |
|        | Manuel Velásquez     | Španělsko       | Real Madrid                | 2    |
|        | Ferenc Bene          | Maďarsko        | Újpest FC                  | 2    |
| 23     | Kazimierz Deyna      | Polsko          | Legia Varšava              | 1    |
|        | Dimitrios Domazos    | Řecko           | Panathinaikos              | 1    |
|        | Gilbert Gress        | Francie         | VfB Stuttgart              | 1    |
|        | Jimmy Johnstone      | Skotsko         | Celtic Glasgow             | 1    |
|        | Włodzimierz Lubański | Polsko          | Górnik Zabrze              | 1    |
|        | Billy Bremner        | Skotsko         | Leeds United               | 1    |
|        | Volodymyr Muntjan    | SSSR            | Dynamo Kyjev               | 1    |
|        | Wilfried Van Moer    | Belgie          | Standard Lutych            | 1    |
|        | Ivo Viktor           | Československo  | Dukla Praha                | 1    |